# ひみ獅子舞ミュージアム
ひみ獅子舞ミュージアム（ひみししまいミュージアム）は、富山県氷見市泉760番地にある獅子舞をテーマとした博物館である。上庄公民館との複合施設でもある。

## 概要
『ひみ田園漁村空間博物館事業』の拠点施設として建設され、2005年4月23日に竣工式が挙行された。獅子舞の保存や伝承、獅子舞文化の発信を図り、市民と来訪者の交流の場としての役割も担う。
建物は氷見市立上庄小学校旧校舎を活用して改修したもので、木造・鉄骨平屋建て約580m2。約100m2の演舞場や座敷席、大広間、会議室などがある。館内には獅子舞や太鼓台、天狗の面など獅子舞道具を展示している。この他、氷見の獅子舞を紹介する『獅子舞シアター』の上映や、各地区青年団や獅子舞保存会出演による『獅子舞実演会』が年間数回開催されている。

## アクセス
- E41能越自動車道氷見ICより国道415号を羽咋方面へ約5分[5]。